# Ernst-August Cornelius
Ernst-August Cornelius (* 14. November 1898 in Lunden, Holstein; † 21. Juni 1983 in Dithmarschen) war ein deutscher Professor für Maschinenbau.

## Leben
Cornelius studierte Maschinenbau an der Technischen Hochschule in Charlottenburg, wo er Mitglied des damaligen Corps Rheno-Burgundia (später Saxo-Borussia Berlin) wurde. Nach dem Diplom-Examen wurde er wissenschaftlicher Assistent am Lehrstuhl für Kraftfahrzeuge der Technischen Hochschule. Von 1923 bis 1934 war er wissenschaftlicher Mitarbeiter und später Abteilungsvorstand an der Torpedoversuchsanstalt Eckernförde. 1928 promovierte er zum Dr.-Ing. 1934 erhielt er einen Ruf auf den Lehrstuhl für Allgemeine Maschinengestaltung an der TH Berlin-Charlottenburg, wo er gleichzeitig die angeschlossene Versuchsanstalt leitete.
Bei Ausbruch des Zweiten Weltkriegs beurlaubt, gründete Cornelius die „Arbeitsgemeinschaft Cornelius“ (AGC) zur Mitarbeit an der Lösung technischer Probleme der Torpedowaffe nach Anweisungen des Oberkommandos der Kriegsmarine.
Nach Kriegsende kehrte er an seinen Lehrstuhl zurück, dem das Institut für Maschinen-Elemente und das Forschungsinstitut mit Prüfstelle für künstliche Glieder angeschlossen war.